# Meloidae
Famille
Les Meloidae (méloïdés en français) forment une famille d'insectes appartenant à l'ordre des coléoptères. Dans le monde, cette famille compte environ 2 500 espèces divisées en 120 genres. Les adultes fréquentent les fleurs et se nourrissent de pollen. Les larves sont prédatrices d'autres insectes. Certaines espèces de méloé pratiquent l'autohémorrhée, un rejet par la bouche et par les articulations des pattes d'un liquide coloré composé de cantharidine, une substance chimique très toxique pour les vertébrés.

## Description
Les adultes de méloé ont un corps mou, de longues pattes et le pronotum plus étroit que la tête. Au sein de cette famille, on retrouve des espèces ailées (genres Lytta et Zonabris) et des espèces aptères aux élytres courts (comme certaines espèces du genre Meloe). Certains arborent des couleurs vives (aposématisme) pour avertir les prédateurs de leur toxicité. La longueur du corps est habituellement comprise entre 0,75-2 cm. Ils peuvent être confondus avec la famille des Oedemeridae et des Tenebrionidae de la sous-famille des Lagriinae.

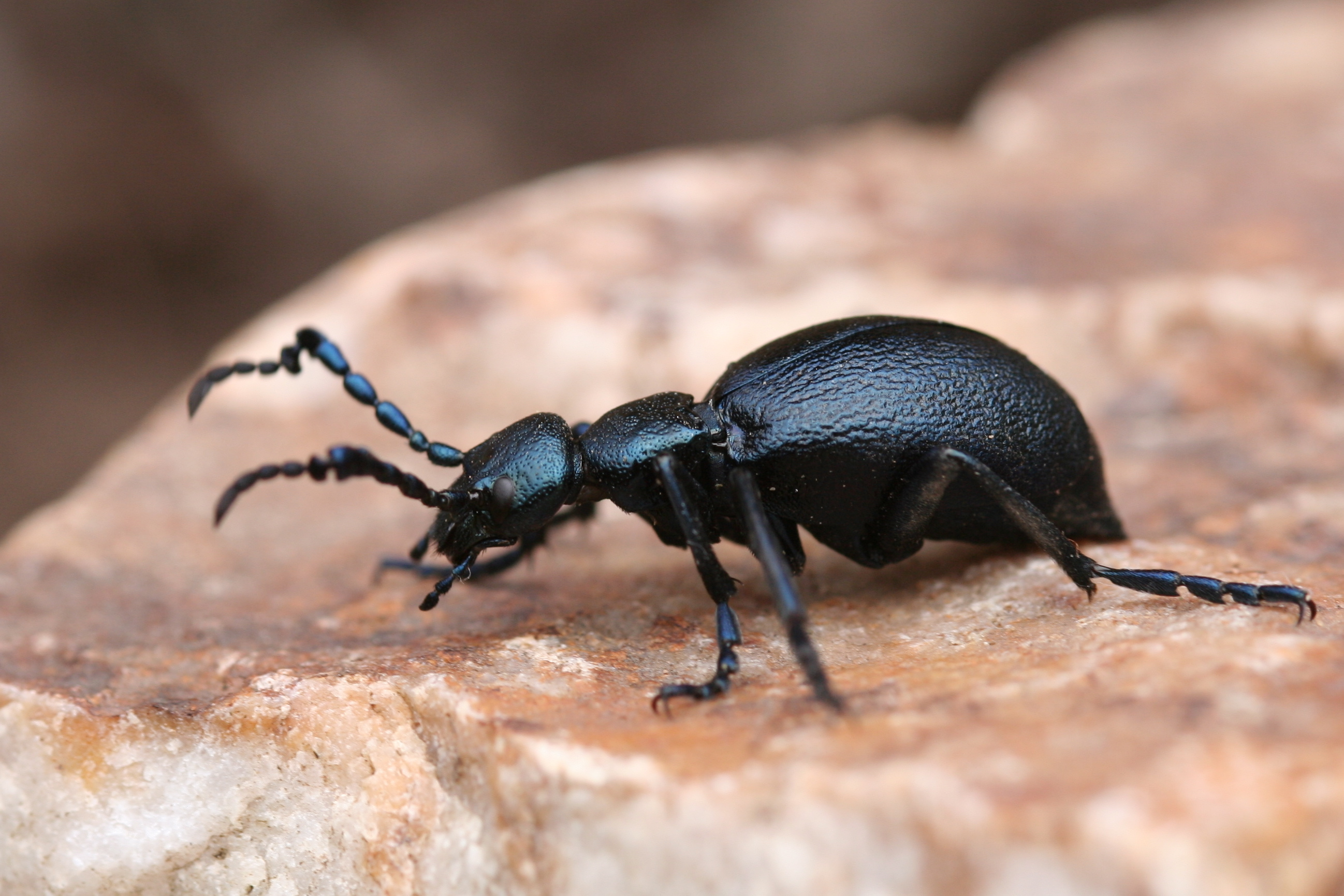
Meloinae (Meloe violaceus)
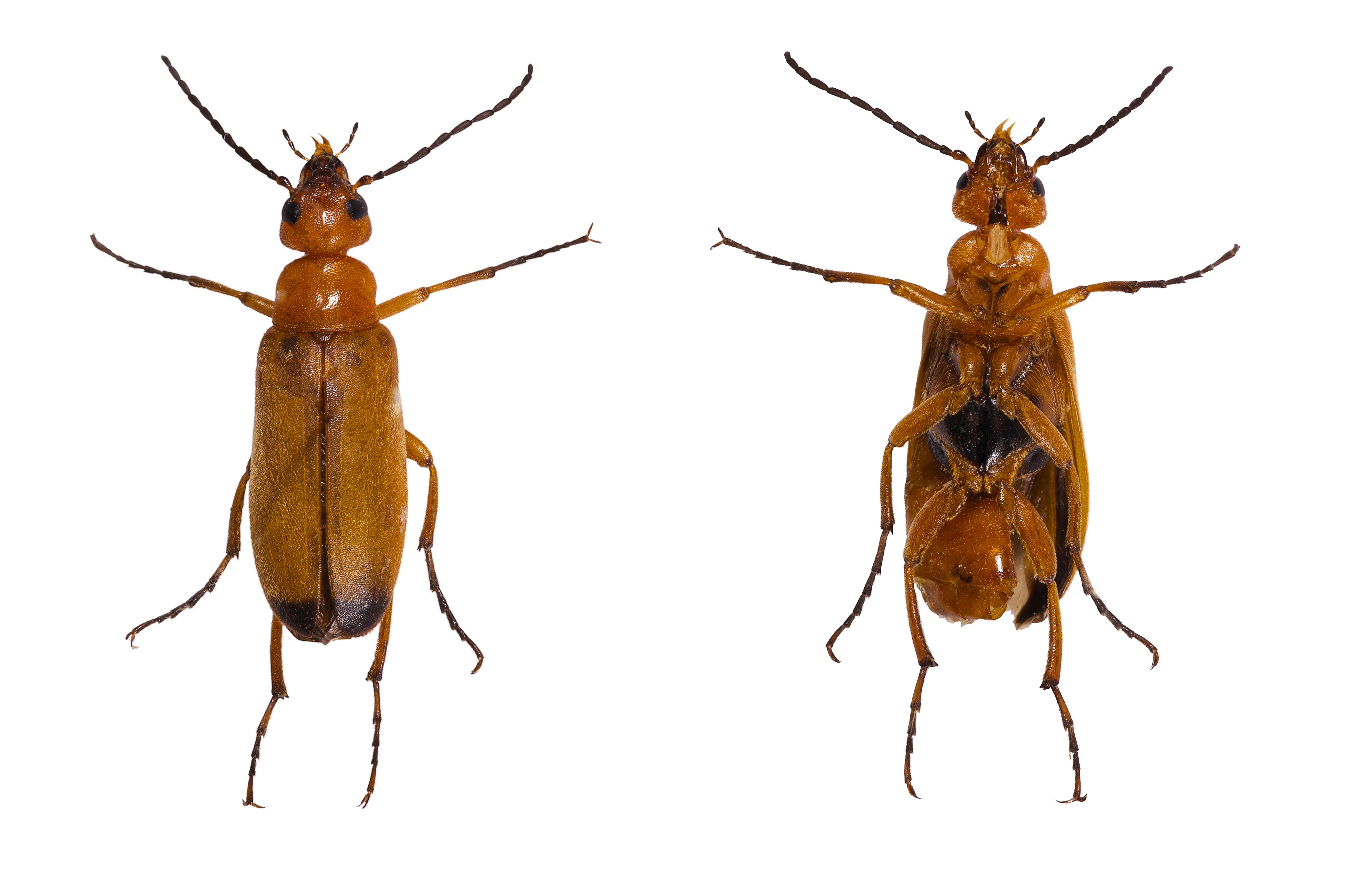
Nemognathinae (Zonitis flava)
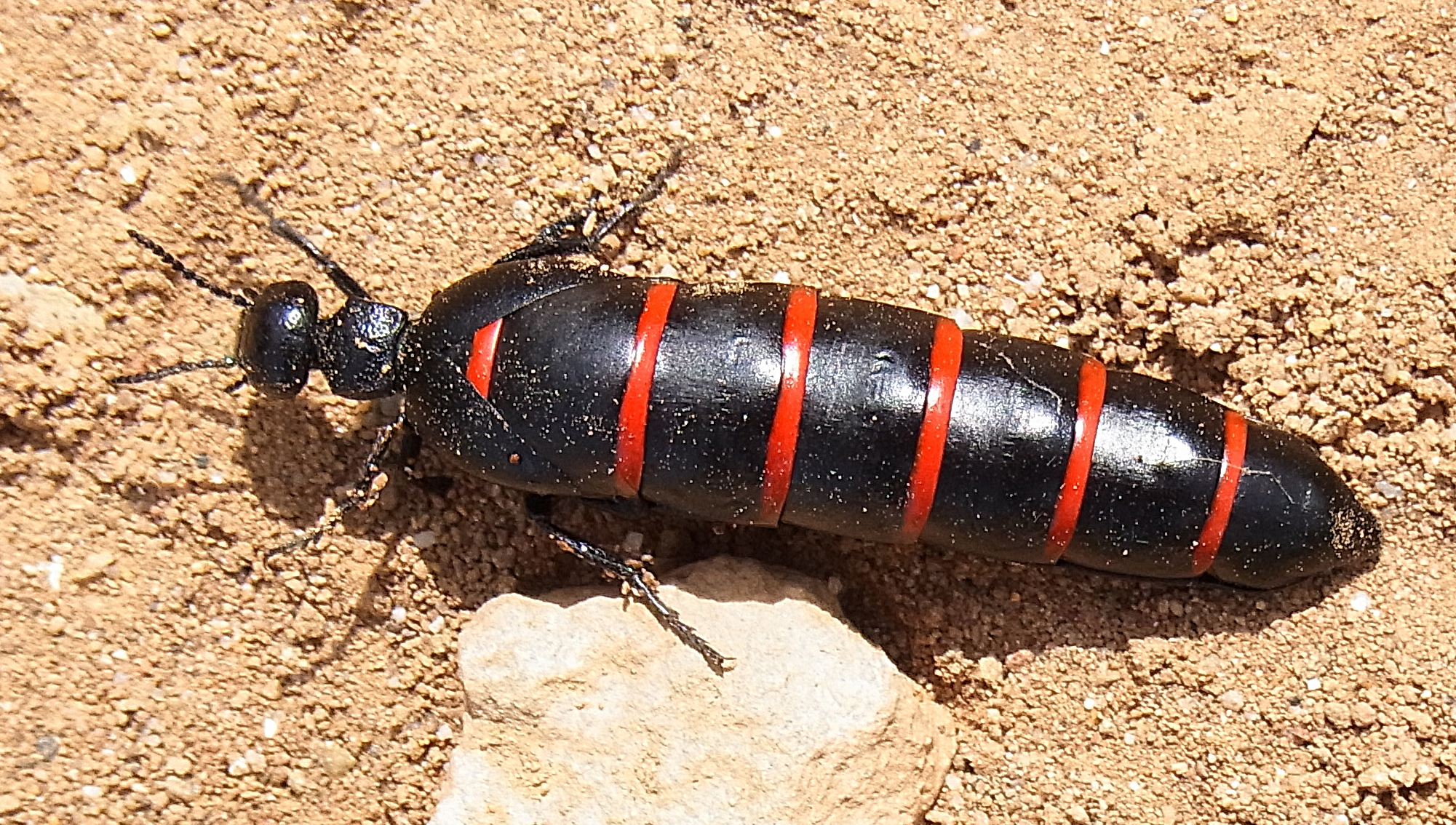
Berberomeloe majalis

## Systématique
- La famille a été décrite par l'entomologiste suédois Leonard Gyllenhaal en 1810.
- Le genre type est Meloe Linnaeus, 1758.

## Taxinomie
Dans le monde, cette famille compte environ 7 500 espèces réparties en 4 sous-familles :
- Eleticinae Wellman, 1910 [3]
- Meloinae Gyllenhal, 1810[4]
- Nemognathinae Laporte, 1840
- Tetraonycinae Bøving and Craighead, 1931

## Écologie

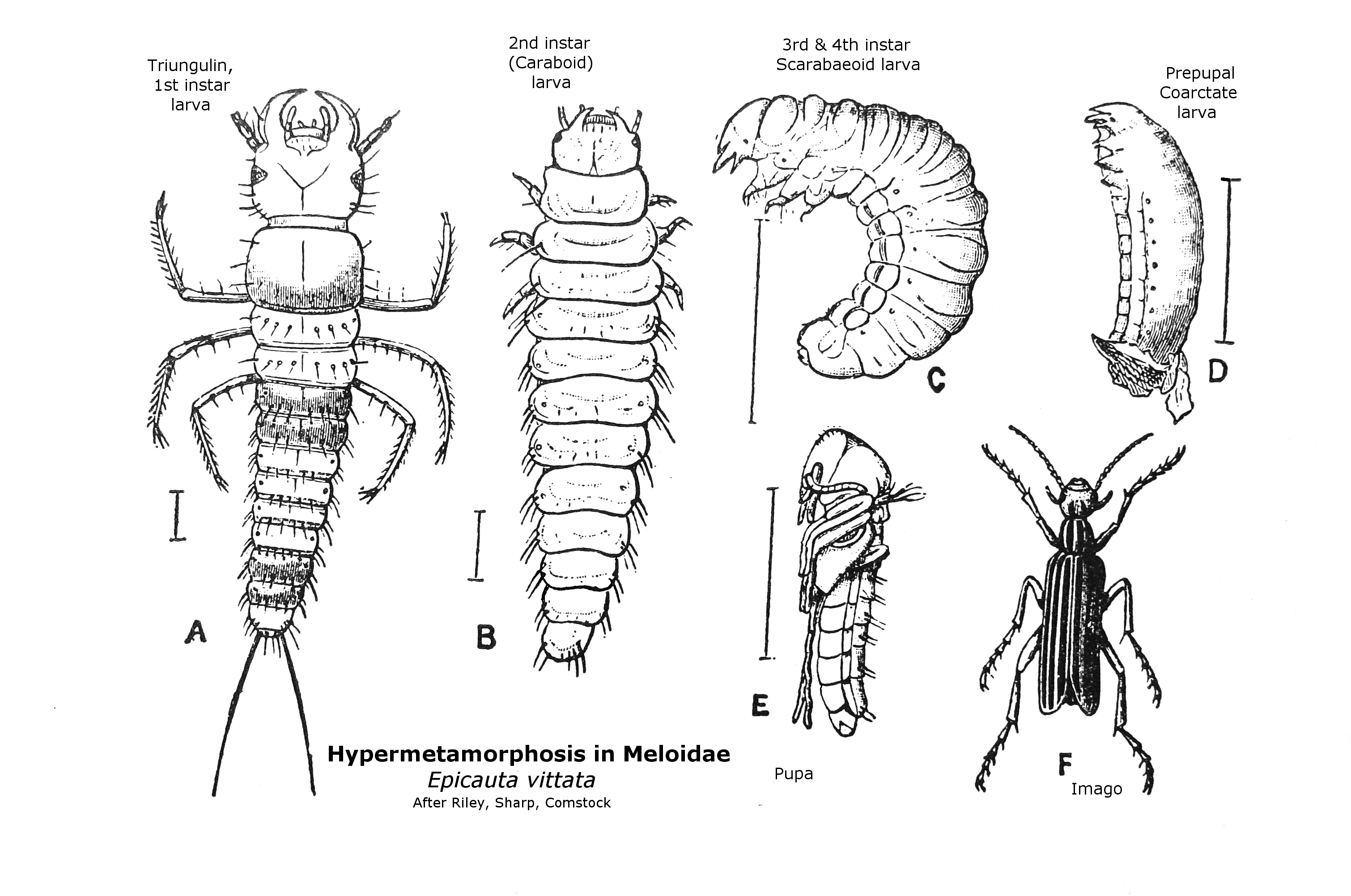
Développement hypermétabole chez le méloé

Les Meloidae sont des insectes à développement hypermétabole. D'abord, on retrouve le stade de l'œuf, ensuite une première étape larvaire qui comprend une larve mince et adaptée à la locomotion (appelée triongulin), après il y a une deuxième étape larvaire avec une larve massive et sédentaire, ensuite une nymphe et finalement un adulte. Le développement dure généralement un an. Chez certaines espèces, il peut varier entre 30 jours et 3 ans,,.
Les triongulins sont insectivores et s'attaquent principalement aux abeilles (Megachilidae et Andrenidae). Ils réussissent à attirer les mâles abeilles à l'aide de signaux chimiques. D'autres présents sur les fleurs s'accrochent aux poils des insectes butineurs (femelles d'abeilles solitaires, d'Apoidea). Lorsque ces insectes pondent dans leur nid, ces larves se nourrissent des réserves de miel au détriment des œufs (phénomène de cleptoparasitisme). Quelques espèces se nourrissent des œufs de criquets. On retrouve également des espèces qui sont parasitoïdes. Les adultes se nourrissent du pollen ou du feuillage de différents groupes de végétaux (Amaranthaceae, Asteraceae, Fabaceae et Solanaceae).

## Les Meloidae et l'Homme

### Santé humaine
Lorsqu'ils sont écrasés ou pressés, ces insectes exsudent par leurs articulations (il s'agit d'une saignée réflexe) une hémolymphe jaunâtre dont l'odeur désagréable contient de la cantharidine, un terpène inodore. Cette toxine, lorsqu'elle est ingérée, est dangereuse pour le système rénal et lorsqu'elle est en contact avec la peau, cause des brûlures cutanées qui développent des cloques. Bien qu'inconfortable, la brûlure n'est pas douloureuse et se résorbe par elle-même. La manipulation des adultes vivants cause rarement des brûlures. Cette substance vésicante est à l'origine de l'ancien nom des Meloidae, les Vésicants.
Les genres Mylabris et Epicauta sont les plus utilisés dans l'extraction de la cantharidine. Les adultes séchés ou broyés sont utilisés abondamment en médecine humaine et vétérinaire. Aux États-Unis, la cantharidine est l'ingrédient actif d'un solvant de verrue plantaire,.
La propriété aphrodisiaque de la cantharidine a assuré la célébrité de la « mouche espagnole ». Depuis l'Antiquité, une poudre faite avec ce Méloïde est reconnue comme étant un stimulateur de l'érection. Cette réputation est surfaite mais surtout dangereuse. L'absorption de poudre de cantharide provoque une inflammation des voies urinaires.

### Agriculture

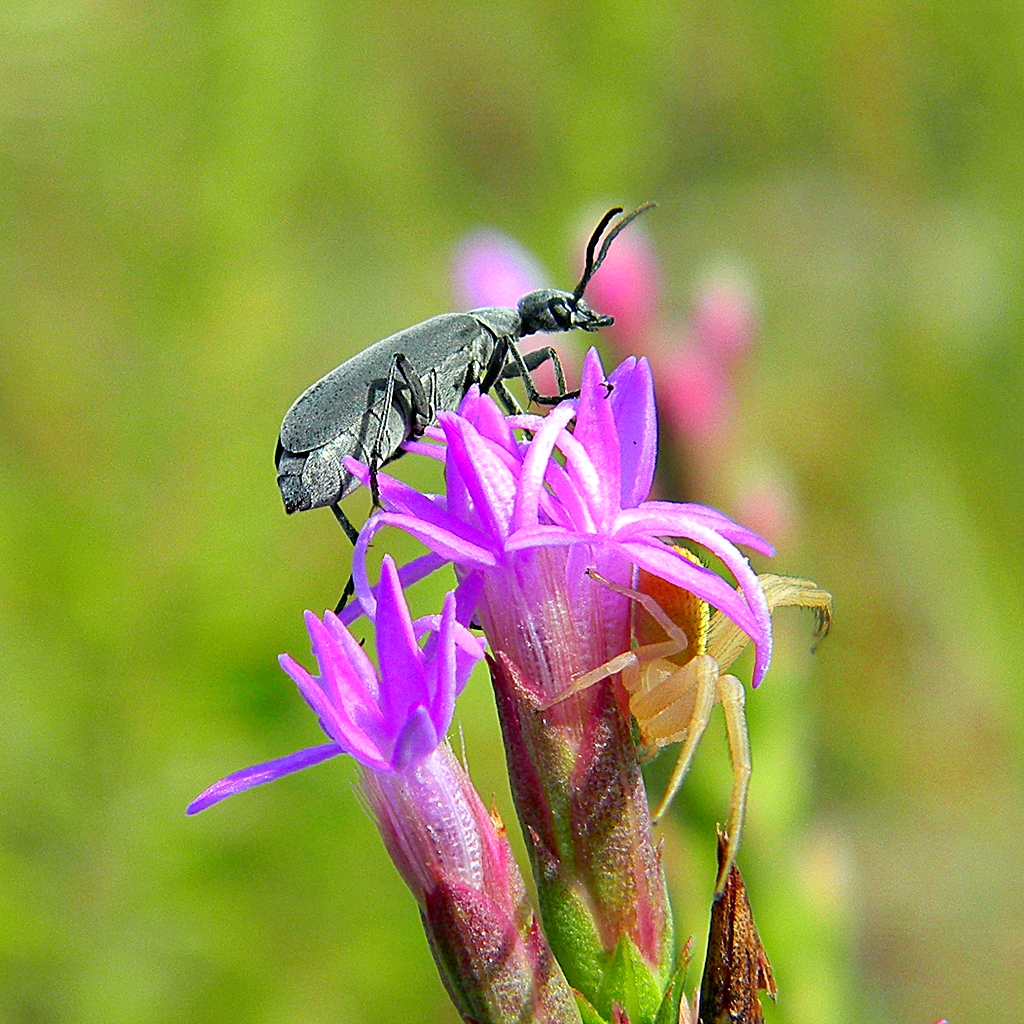
Le genre Epicauta

#### Intoxication chez les chevaux
On retrouve plusieurs cas d'intoxications mortelles de chevaux par l'ingestion de méloés piégés à l'intérieur de balles de foin de luzerne. Il suffit de quelques coléoptères consommés pour tuer un cheval. Dans les zones semi-arides dans l'ouest des États-Unis, les changements dans les techniques de récoltes pourraient augmenter la quantité de cantharidine retrouvée dans le foin. Les nouvelles techniques consistent à récolter les plants et à écraser les tiges mécaniquement pour favoriser un meilleur séchage. Lors de la compression, la machinerie écrase également les insectes qui s'y retrouvent et l'impact libère de la cantharidine dans le fourrage.
Les Meloidae sont attirés par les fleurs et les plantes de la famille des Fabaceae. Une gestion des mauvaises herbes et l'ajustement du moment des récoltes par rapport à la floraison des plantes permettraient de réduire la quantité de cantharidine.

#### Dommages aux cultures
Plusieurs espèces de méloés sont considérées comme des ravageurs en agriculture. À cause de leur comportement grégaire, les espèces Epicauta funebris et Epicauta vittata peuvent endommager les cultures de luzernes, de betteraves, de pommes de terre et d'autres cultures.

## Oie-armée de Gambie
L'Oie-armée de Gambie mange des Meloidae et cela la rend toxique pour ses prédateurs.